# Mark Alwin Clements
Mark Alwin Clements ( * 1949- ) é um botânico e orquidólogo australiano.
Obteve seu doutorado defendendo sua tese: Reproductive Biology in relation to phylogeny of the Orchidaceae, especially the tribe Diurideae, na Universidade de Nova Gales do Sul
Em 2008 atua como investigador no "Centro de Investigações em Biodiversidade Vegetal, Jardins Botânicos Nacionais, Canberra, Australia.
Registra em janeiro de 2009 uma prodigiosa quantidade de registros de identificações e descrições de novas espécies: 1967.

## Algumas publicações
- Jones, DL; MA Clement. A Review of Pterostylis (orchidaceae). Ed. Australian Orchid Foundation. ISBN 0-642-54904-4
- Indsto, JO; PH Weston; MA Clements; RJ Whelan. Highly sensitive DNA fingerprinting of orchid pollinaria remnants using AFLP. Australian Systematic Botany 18(3) 207 - 213
- Weston, PH; Clements MA; Dyer AG; Batley M; Whelan RJ; Indsto JO. 2007. Generalised pollination of Diuris alba (Orchidaceae) by small bees & wasps. Australian Journal of Botany. 2007 55(6). p. 628
- Indsto, JO; Weston PH; Clements MA; Dyer AG; Batley M; Whelan RJ. 2006. Pollination of Diuris maculata (Orchidaceae) by male Trichocolletes venustus bees. Australian Journal of Botany. 54(7). p. 669

### Contribução de capítulos em livros
- 2001. Genera Orchidacearum Vol. 2. Orchidoideae (parte um). Eds. Alec M. Pridgeon, Phillip J. Cribb, Mark W. Chase, Finn N. Rasmussen. ISBN 0-19-850710-0